# Saint-Romain-en-Gier
Saint-Romain-en-Gier is een gemeente in het Franse departement Rhône (regio Auvergne-Rhône-Alpes) en telt 491 inwoners (2005). De plaats maakt deel uit van het arrondissement Lyon.

## Geografie
De oppervlakte van Saint-Romain-en-Gier bedraagt 4,1 km², de bevolkingsdichtheid is 119,8 inwoners per km².
De onderstaande kaart toont de ligging van Saint-Romain-en-Gier met de belangrijkste infrastructuur en aangrenzende gemeenten.

## Demografie
Onderstaande figuur toont het verloop van het inwonertal (bron: INSEE-tellingen).